# Macromolecules
Macromolecules is een wetenschappelijk tijdschrift met peer review, dat wordt uitgegeven door de American Chemical Society. De naam wordt niet afgekort. Het tijdschrift publiceert onderzoek uit de macromoleculaire chemie (zoals synthese, polymerisatie, kinetiek en fysische eigenschappen).
Het tijdschrift werd opgericht in 1968. In 2017 bedroeg de impactfactor van het tijdschrift 5,914.